# Digitaria phaeotricha
Digitaria phaeotricha là một loài thực vật có hoa trong họ Hòa thảo. Loài này được (Chiov.) Robyns mô tả khoa học đầu tiên năm 1931.